# Osteodontornis orri
Az Osteodontornis orri egy a miocén földtörténeti korban élt tengeri madárfaj volt, mely a leletek tanúsága szerint a Csendes-óceán partvidékének nagy részét benépesítette.

## Leírása
Az Osteodontornis orri egy nagytestű, albatrosz-szerű madár volt, mely azonban a paleontológusok feltételezése szerint közelebbi rokonságban állt a gólyafélék és gödényfélék őseivel. 5,5 – 6 m-es szárnyfesztávolságával és 1,2 m magasságával (a földön, álló helyzetben), az Osteodontornis orri a második legnagyobb ismert röpképes madár (csak kortársa, a 7 m szárnyfesztávolsággal rendelkező Argentavis magnificens előzte meg). A modern tengeri madarakhoz hasonlóan nagyon könnyű csontozattal, hosszú és vékony szárnyakkal rendelkezett. A madár különleges jellemzői voltak a csőrében található fogszerű képződmények, melyek a Pelagornithidae család összes fajára jellemzőek voltak és valószínűleg a késő kréta fogakkal rendelkező madaraitól "öröklődtek át".
Az Osteodontornis orri életmódja valószínűleg a modern albatroszokéhoz és pelikánokéhoz hasonlított. Életének nagy részét a nyílt vízfelszínen tölthette, ahol halakkal táplálkozott, csak párzási és költési időszakban költözött ki a szárazföldre. Valószínűleg a teljes Csendes-óceán területén megtalálható volt, erre utalhat az a tény is, hogy maradványai előkerültek az Amerikai Egyesült Államok nyugati partvidékéről (Kaliforniából és Oregonból), Venezuelából, Peruból, Új-Zélandról és Japánból.
Habár az Osteodontornis leletek többsége a miocén korszakból származik, a madárfaj létezésének pontos időintervalluma még nem tisztázott. Egyes feltételezések szerint egy Japánból előkerült késő oligocénkori lelet valójában a legősibb ismert Osteodontornis fosszília, úgyszintén néhány pliocén- és kora pleisztocénkori, Japánban előkerült - albatrosz maradványnak titulált - fosszíliáról feltételezik, hogy valójában az Osteodontornis néhány kései példányától származnának.